# گالاپا
گالاپا (به اسپانیایی: Galapa, Atlántico) یک سکونتگاه مسکونی در کلمبیا است که در بخش آتلانتیکو واقع شده‌است.